# Ghiacciaio Peter
Il ghiacciaio Peter è un corto ghiacciaio situato sulla costa della Principessa Marta, nella Terra della Regina Maud, in Antartide. Il ghiacciaio, il cui punto più alto si trova a circa 2.100 m s.l.m., fluisce verso nord-est fino a unire il proprio flusso a quello del ghiacciaio Jutulstraumen, poco a est delle scarpate Neumayer e del picco Melleby.

## Storia
Il ghiacciaio Peter è stato mappato per la prima volta da cartografi norvegesi grazie a fotografie aeree scattate nel corso della spedizione NBSAE (acronimo di "Spedizione antartica Norvegese-Britannico-Svedese"), 1949-52, e della sesta spedizione antartica norvegese, 1956-60, ed è stato così battezzato in onore di Peter Melleby, a capo delle reparto delle slitte con cani della sopraccitata spedizione NBSAE.